# Rovné (district de Rimavská Sobota)
Rovné (hongrois : Rónapatak) est un village de Slovaquie situé dans la région de Banská Bystrica.

## Histoire
La première mention écrite du village date de 1413.

## Démographie

### Évolution de la population
| Année:               | 1994. | 2004.    | 2014.    | 2024.    |
| -------------------- | ----- | -------- | -------- | -------- |
| Nombre de personnes: | 189   | 165      | 131      | 106      |
| Différence:          |       | -12,69 % | -20,60 % | -19,08 % |

| Année:               | 2023. | 2024.   |
| -------------------- | ----- | ------- |
| Nombre de personnes: | 107   | 106     |
| Différence:          |       | -0,93 % |